# Polina Wladimirowna Winogradowa
Polina Wladimirowna Winogradowa (russisch Полина Владимировна Виноградова.; englische Schreibweise Polina Vinogradova; * 27. November 1993) ist eine ehemalige russische Tennisspielerin.

## Karriere
Winogradowa spielte vor allem bei Turnieren der ITF Women’s World Tennis Tour, wo sie acht Titel im Einzel und zwei im Doppel gewinnen konnte.

## Turniersiege

### Einzel
| Nr. | Datum             | Turnier             | Kategorie   | Belag             | Finalgegnerin             | Ergebnis       |
| --- | ----------------- | ------------------- | ----------- | ----------------- | ------------------------- | -------------- |
| 1.  | 26. Juni 2011     | Breda               | ITF $10.000 | Sand              | Lesley Pattinama Kerkhove | 2:6, 6:1, 6:2  |
| 2.  | 21. August 2011   | Sankt Petersburg    | ITF $10.000 | Sand              | Tatjana Kotelnikowa       | 3:6, 6:2, 6:1  |
| 3.  | 16. Oktober 2011  | Astana              | ITF $10.000 | Hartplatz (Halle) | Alexandra Artamonova      | 6:3, 6:2       |
| 4.  | 24. Februar 2013  | Scharm asch-Schaich | ITF $10.000 | Hartplatz         | Zeel Desai                | 6:2, 6:77, 6:2 |
| 5.  | 19. Mai 2013      | Monzón              | ITF $10.000 | Hartplatz         | Nuria Párrizas Díaz       | 6:1, 6:1       |
| 6.  | 25. August 2013   | Sankt Petersburg    | ITF $25.000 | Sand              | Sopia Schapatawa          | 6:4, 7:62      |
| 7.  | 24. November 2013 | Bucha               | ITF $25.000 | Teppich (Halle)   | Anhelina Kalinina         | 4:6, 6:3, 6:4  |
| 8.  | 31. Mai 2015      | Moskau              | ITF $25.000 | Sand              | Carolin Daniels           | 6:77, 6:3, 6:1 |

### Doppel
| Nr. | Datum           | Turnier          | Kategorie   | Belag | Partnerin           | Finalgegnerinnen                     | Ergebnis  |
| --- | --------------- | ---------------- | ----------- | ----- | ------------------- | ------------------------------------ | --------- |
| 1.  | 30. Juli 2011   | Tampere          | ITF $10.000 | Sand  | Leia Kaukonen       | Janina Darischina Liubov Vasilyeva   | 7:5, 7:66 |
| 2.  | 20. August 2011 | Sankt Petersburg | ITF $10.000 | Sand  | Anastassija Frolowa | Tatjana Kotelnikowa Marija Scharkowa | 6:2, 6:2  |